# Anika Moa
Anika Rose Moa, née le 21 mai 1980 à Papakura, dans la banlieue d'Auckland, est une chanteuse et présentatrice de télévision néo-zélandaise. 
Son premier album studio, Thinking Room, sort en septembre 2001, atteint la première place de l'Official New Zealand Music Chart et a fourni deux singles à succès, Youthful et Falling in Love Again (2002). Moa participe au concours d'écriture de chansons Rockquest en 1998, et signe un contrat d'enregistrement. 

## Biographie

### Jeunesse
Anika Moa naît le 21 mai 1980 à Papakura, dans la banlieue d'Auckland. Elle grandit à Christchurch et fréquente la Hornby High School,. Son père Tia, mort en 2007, est maori, appartenant à l'iwi Ngapuhi, et sa mère Bernadette est d'origine anglaise,. Moa et ses frères et sœurs sont élevés par Bernadette, qui est membre d'un groupe qui se produit trois jours par semaine. Moa rencontre son père à 13 ans ;  il lui donne une guitare et l'encourage à apprendre à écrire des chansons avec. Au lycée, elle prépare une comédie musicale, fait partie d'une chorale et de groupes de rock. 

### Carrière musicale

#### 1998-2007: deThinking RoomàStolen Hill
En 1998, Moa remporte le prix de la musicienne la plus prometteuse et une bourse d'études de musique au concours de musique du lycée Smokefreerockquest de Nouvelle-Zélande. Après avoir enregistré un clip de démonstration, elle signe un contrat d'enregistrement avec Warner Music en Nouvelle-Zélande et Atlantic Records à New York. Elle déménage à New York pour enregistrer son premier album, Thinking Room, qui sort en septembre 2001, sous la production de Victor Van Vugt. L'album remporte un double disque de platine.
Son premier single, Youthful, sort en juillet 2001 et atteint la 5e place sur le New Zealand Singles Chart. Moa a le mal du pays et est mal à l'aise face aux mises en scène « superficielles » utilisées par son agent pour faire sa promotion. En 2002, elle retourne à Auckland. 
Elle sort son deuxième album, Stolen Hill, le 1er août 2005, décrivant l'album comme « plus clairsemé » et fidèle à elle-même, en comparaison du premier. Un morceau, In the Morning, fait référence à son avortement en 2000. L'album est certifié disque d'or. Elle effectue une tournée en Nouvelle-Zélande en octobre de la même année. En 2005, Moa contribue, comme de nombreux autres artistes, au single Anchor Me, qui commémore le vingtième anniversaire du sabotage du Rainbow Warrior.

#### 2007-2012 :In Swings the Tide, union civile etLove in Motion
En octobre 2007, Moa sort son troisième album studio, In Swings The Tide, qui devient disque de platine et reçoit de nombreuses critiques élogieuses. Pour la première fois, elle est également créditée de la production de l'album. En 2009, le New Zealand Herald inclut Moa parmi les « 10 meilleurs succès musicaux kiwis des 10 dernières années ».

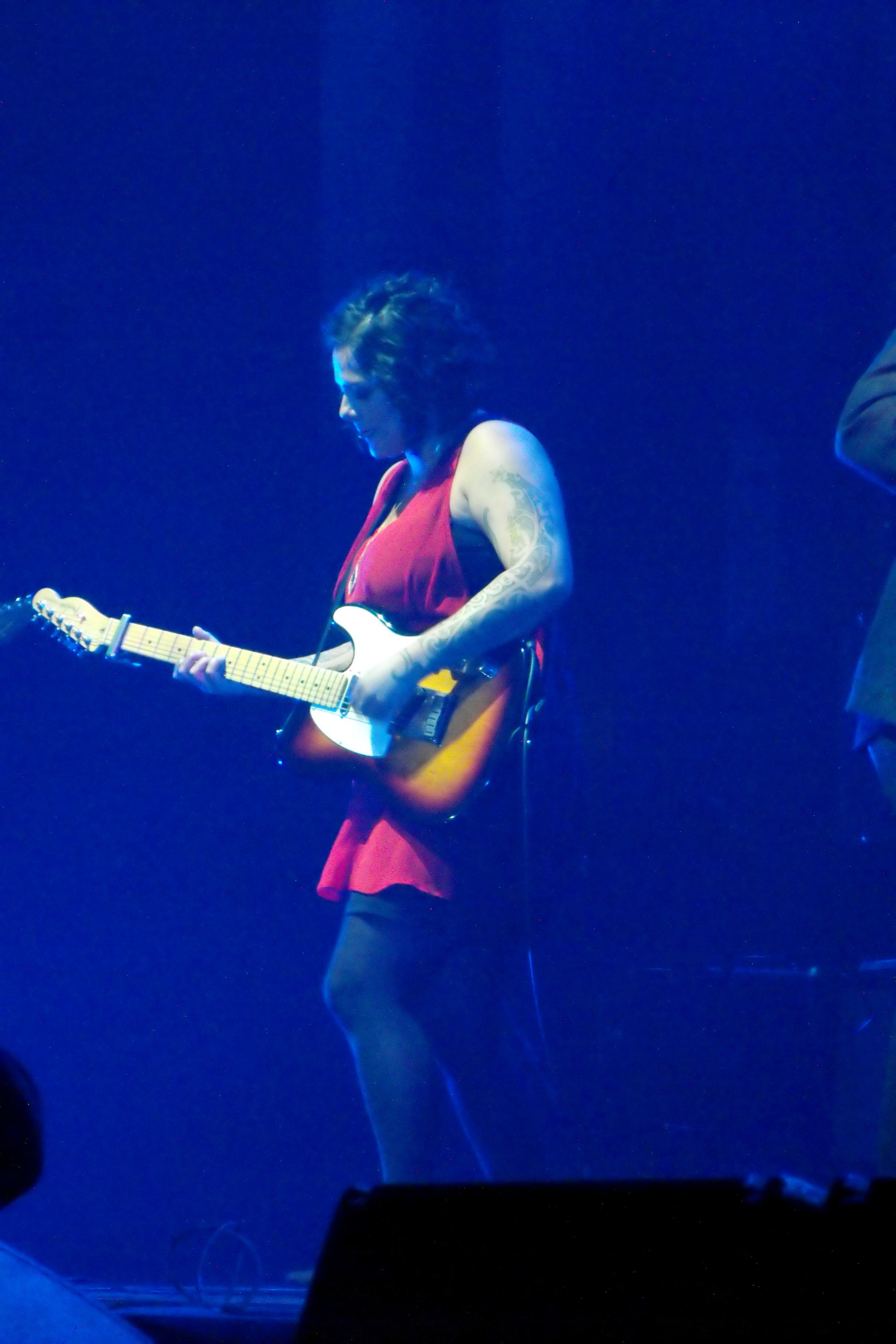
Moa en concert, interprétant Running Through the Fire aux New Zealand Music Awards 2010.

Moa fait son coming out lesbien en 2007. Elle conclut une union civile avec la danseuse burlesque australienne Azaria Universe (Angela Fyfe), en février 2010. Sa partenaire lui inspire le quatrième album de Moa, Love in Motion, sorti en mars 2010, qui culmine à la 4e place des classements. Fyfe tombe enceinte de jumeaux l'année suivante.
Pour faire la promotion de l'album, Anika Moa se lance dans une tournée nationale d'octobre à décembre 2010. Moa collabore avec d'autres artistes solos néo-zélandais, SJD et Bic Runga. Elle joue avec le groupe Dimmer, en tant que backup band. Elle joue aussi le rôle de DJ sous le nom de DJ Unika.

#### 2013 :Peace of Mind, séparation etSongs for Bubbas
En février 2013, Moa fait équipe avec Boh Runga et Hollie Smith pour la sortie d'un nouvel album, Peace of Mind. Moa et Fyfe se séparent et obtiennent la garde conjointe des jumeaux. En novembre 2013, elle sort son premier album pour enfants, Songs for Bubbas.

### Carrière à la télévision et à la radio

#### All Talk with Anika Moa(2016-2017)
En septembre 2016, Moa lance son émission-débat All Talk with Anika Moa, diffusée sur Maōri Television, développé avec le soutien de l'agence royale de soutien à la radiodiffusion NZ on Air. L'émission est filmée devant un petit public en studio et accueille plusieurs célébrités néo-zélandaises, dont l'acteur Temuera Morrison et le musicien Stan Walker. Deux saisons sont développées, chacune composée de dix épisodes, ainsi qu'un épisode spécial mettant en valeur les meilleurs moments de la série. Le dernier épisode de la deuxième série est diffusé en juillet 2017. 

#### Anika Moa Unleashed(2018)
En mars 2018, Moa lance une nouvelle émission d'interviews, Anika Moa Unleashed, disponible en ligne via TVNZ OnDemand. En 2019, l'émission commence à être diffusée sur TVNZ 1 le samedi soir. L'émission montre Moa visitant les maisons de célébrités, de personnalités publiques et de personnalités néo-zélandaises notables. Elle aurait signé pour développer douze épisodes.

#### Autres apparitions dans les médias
En avril 2018, Moa présente l'émission d'actualité Seven Sharp, remplaçant dans ce rôle Jeremy Wells. Elle la coanime, aux côtés de Hilary Barry, pendant plusieurs épisodes. Sa dernière diffusion a lieu le 20 avril 2018,.
Elle commence à travailler sur le réseau de radio New Zealand Media and Entertainment en août 2019, d'abord sur la station de radio The Hits, puis dans l'émission du petit-déjeuner sur Flava, qu'elle coanime jusqu'à fin 2022, avant de quitter l'émission pour se concentrer sur sa carrière musicale. Elle apparaît également dans la série télévisée pour enfants Toi Time.
Elle fait l'objet de deux documentaires du cinéaste Justin Pemberton : 3 Chords and the Truth: the Anika Moa Story (2003), détaillant sa signature sur un label et la sortie de Thinking Room, et In Bed with Anika Moa (2010) qui raconte la suite de sa carrière. 

## Prises de positions
En décembre 2012, Moa joue dans une campagne vidéo en ligne en faveur du mariage homosexuel, aux côtés des chanteurs néo-zélandais Hollie Smith et Boh Runga, ainsi que du nageur olympique Danyon Loader et de l'ancienne gouverneure générale Catherine Tizard. Elle critique ouvertement le gouvernement néo-zélandais, d'inclinaison nationale jusqu'à ce qu'il quitte ses fonctions en 2017.

## Discographie
- 2001 : Thinking Room
- 2005 : Stolen Hill
- 2007 : In Swings the Tide
- 2010 : Love in Motion
- 2013 : Song for Bubbas
- 2015 : Reine à table
- 2016 : Song for Bubbas 2
- 2018 : Anika Moa
- 2019 : Song for Bubbas 3